# Woodburn (Kentucky)
Woodburn es una ciudad ubicada en el condado de Warren en el estado estadounidense de Kentucky. En el Censo de 2010 tenía una población de 355 habitantes y una densidad poblacional de 316,55 personas por km².

## Geografía
Woodburn se encuentra ubicada en las coordenadas 36°50′29″N 86°31′52″O / 36.84139, -86.53111. Según la Oficina del Censo de los Estados Unidos, Woodburn tiene una superficie total de 1.12 km², de la cual 1.11 km² corresponden a tierra firme y (1.15%) 0.01 km² es agua.

## Demografía
Según el censo de 2010, había 355 personas residiendo en Woodburn. La densidad de población era de 316,55 hab./km². De los 355 habitantes, Woodburn estaba compuesto por el 96.62% blancos, el 1.69% eran afroamericanos, el 0% eran amerindios, el 0% eran asiáticos, el 0% eran isleños del Pacífico, el 0% eran de otras razas y el 1.69% pertenecían a dos o más razas. Del total de la población el 1.97% eran hispanos o latinos de cualquier raza.